# La Mano de Punta del Este
La Mano (Mâna) este o sculptură situată în Punta del Este realziată de către artistul chilian Mario Irarrázabal. Acesta descrie cinci degete umane parțial apărute din nisip și este situată pe Parada 1 de la Plaja Brava [2] în Punta del Este, un oraș - stațiune popular din Uruguay. Este, de asemenea, cunoscut sub numele de Los Dedos (Degetele) sau Hombre emergingendo a la vida (Om apărând la viață).
Este o sculptură faimoasă care a devenit un simbol pentru Punta del Este de la finalizarea sa în februarie 1982 și, la rândul său, a devenit unul dintre reperele cele mai recunoscute ale Uruguayului.

## Istoric
Sculptura a fost realizată de artistul chilian Mario Irarrázabal în vara anului 1982, în timp ce participa la prima Întâlnire anuală Internațională a Sculpturii Moderne în Aer Liber din Punta del Este. Au fost nouă sculptori și el a fost cel mai tânăr. A fost o luptă pentru locurile desemnate într-o piață publică, așa că a decis să-și facă sculptura pe plajă. A fost inspirat să facă o sculptură de o mână „înecându-se“ prezentată ca avertisment pentru înotătorii, întrucât apele de la La Barra aveau valuri mai puternice care erau mai bune pentru surfing, în timp ce în altă parte, apele de la Solanas erau mult mai potrivite pentru practicile de înot și activitățile de windsurfing.
Deși Irarrázabal a avut întreaga vară pentru a finaliza proiectul, el a reușit să termine în primele șase zile, în ciuda întârzierilor minore datorate puternicului vânt sud-estic, care este comun în Punta del Este. Degetele din beton și plastic au fost armate cu bare de oțel, plasă de metal și un solvent rezistent la degradare care acoperă plasticul din exterior.
De-a lungul acelei veri, sculptorii din întreaga lume au lucrat la creațiile lor la plajă, dar numai sculptura lui Irarrázabal continuă să stea pe plajă și astăzi, fără să-și părăsit locul original unde a fost așezat și să rămână în mare parte neatins. Pentru Irarrázabal a însemnat recunoașterea la nivel mondial și sculptura este popularizată prin fotografii turistice și reproduceri pe cărți poștale.  Mai târziu a realizat replici apropiate sau precise ale sculpturii pentru orașul Madrid (în 1987), Mano del Desierto (Mâna deșertului) în deșertul Atacama din Chile (1992) și în Veneția (1995).